# 순희
순희(淳熙, 1174년 ~ 1189년)는 남송 효종(孝宗) 조신(趙昚)의 세번째 연호이다. 16년 가량 사용하였다. 북송 시기 때 태종(太宗)이 사용한 순화(淳化)와 옹희(雍熙)의 한 글자씩 따서 만든 연호이다. 효종(孝宗)이 양위하고 난 후에 광종(光宗)이 소희로 개원할 때까지 사용하였다.
순희(淳熙)로 개원하기 전에 원래 순희(純熙)로 개원하려고 하였다. 그러나, 순희의 순(純)자가 주나라 무왕이 상나라를 멸망시킨 공적을 나타내는 글자라 혹여나 금나라가 잘못 해석하여 금나라를 자극할 수도 있으면서, 순 자에 사용된 둔(屯)자가 어려움을 나타내는 글자여서 연호를 사용하기 힘든 글자라 하여 재개원을 요구하였다. 그리하여 순(純)자와 비슷한 의미를 가진 순(淳)자로 바꾸어서 개원하게 되었다.

## 개원
- 건도(乾道) 9년 11월 9일[5](율리우스력 1173년 12월 15일)에 연호를 순희(淳熙)로 정하고, 다음 해 1월 1일[6](율리우스력 1174년 2월 4일)에 개원함.[7][8][9][10]

- 순희(淳熙) 16년 11월 14일[11](율리우스력 1189년 12월 23일)에 연호를 소희(紹熙)로 정하고, 다음 해 1월 1일[12](율리우스력 1190년 2월 7일)에 개원함.[13][14][9][10]

## 연대 대조표
| 순희 | 서기 (西紀) | 간지 (干支) | 금나라 연호     | 서하 연호       |
| 원년 | 1174년      | 갑오 (甲午) | 대정(大定) 14년 | 건우(乾祐) 5년  |
| 2년  | 1175년      | 을미 (乙未) | 대정 15년       | 건우 6년        |
| 3년  | 1176년      | 병신 (丙申) | 대정 16년       | 건우 7년        |
| 4년  | 1177년      | 정유 (丁酉) | 대정 17년       | 건우 8년        |
| 5년  | 1178년      | 무술 (戊戌) | 대정 18년       | 건우 9년        |
| 6년  | 1179년      | 기해 (己亥) | 대정 19년       | 건우 10년       |
| 7년  | 1180년      | 경자 (庚子) | 대정 20년       | 건우 11년       |
| 8년  | 1181년      | 신축 (辛丑) | 대정 21년       | 건우 12년       |
| 9년  | 1182년      | 임인 (壬寅) | 대정 22년       | 건우 13년       |
| 10년 | 1183년      | 계묘 (癸卯) | 대정 23년       | 건우 14년       |
| 순희 | 서기 (西紀) | 간지 (干支) | 금나라 연호     | 서하 연호       |
| 11년 | 1184년      | 갑진 (甲辰) | 대정(大定) 24년 | 건우(乾祐) 15년 |
| 12년 | 1185년      | 을사 (乙巳) | 대정 25년       | 건우 16년       |
| 13년 | 1186년      | 병오 (丙午) | 대정 26년       | 건우 17년       |
| 14년 | 1187년      | 정미 (丁未) | 대정 27년       | 건우 18년       |
| 15년 | 1188년      | 무신 (戊申) | 대정 28년       | 건우 19년       |
| 16년 | 1189년      | 기유 (己酉) | 대정 29년       | 건우 20년       |

## 동시대 연호

### 중국
금(金)
- 대정(大定) (1161년 ~ 1189년)

서하(西夏)
- 건우(乾祐) (1170년 ~ 1193년)

대리국(大理國)
- 이정(利貞) (1172년 ~ 1175년)
- 성덕(盛德) (1176년 ~ 1180년)
- 가회(嘉會) (1181년 ~ 1184년)
- 원형(元亨) (1185년 ~ 1195년)

서요(西遼)
- 숭복(崇福) (1164년  ~ 1177년)
- 천희(天禧) (1177년 ~ 1211년)

### 베트남
- 찐롱바오응(政隆寶應) (1163년 ~ 1174년)
- 티엔깜찌바오(天感至寶) (1174년 ~ 1175년)
- 찐푸(貞符) (1176년 ~ 1186년)
- 티엔뜨자투이(天資嘉瑞) (1186년 ~ 1202년)

### 일본
- 조안(承安) (1171년 ~ 1175년)
- 안겐(安元) (1175년 ~ 1177년)
- 지쇼(治承) (1177년 ~ 1181년)
- 요와(養和) (1181년 ~ 1182년)
- 주에이(壽永) (1182년 ~ 1185년)
- 겐랴쿠(元曆) (1184년 ~ 1185년)
- 분지(文治) (1185년 ~ 1190년)

## 같이 보기
- 중국의 연호 목록